# 中国农工民主党陕西省委员会
中国农工民主党陕西省委员会，简称农工党陕西省委、陕西农工党，是中国农工民主党在陕西省的地方组织。